# Elecciones provinciales de Columbia Británica de 2013
Las elecciones provinciales de Columbia Británica de 2013 ocurrieron el 14 de mayo de 2013, para elegir miembros de la 40.ª legislatura de la provincia canadiense de Columbia Británica. La elección resultó en una victoria sorpresa para el oficialista Partido Liberal, liderado por la primera ministra Christy Clark, que llevó al partido a su cuarta victoria consecutiva. Sin embargo, la misma Clark no ganó en su distrito, algo altamente inusual.
El Nuevo Partido Democrático, liderado por Adrian Dix, fue derrotado una vez más, a pesar de haber liderado prácticamente todas las encuestas previas a la elección. Su derrota llevó a su renuncia como líder partidario el año siguiente. Los Verdes por primera vez lograron elegir a un miembro, siendo este Andrew Weaver, que se convertiría posteriormente en el líder del partido. El Partido Conservador, a pesar de altas expectativas de que volverían a la legislatura después de varias décadas, no lograron elegir ni un diputado. Eso sí, lograron obtener 4 % del voto, su mejor performance desde la década de 1970.
Habiendo perdido su escaño, Clark le pidió a un compañero partidario su renuncia para poder ser candidata en una elección complementaria, la cual ganó, volviendo a liderar el gobierno desde la legislatura. Con su triunfo, Clark se convirtió en la primera mujer en ganar una elección en la provincia, y solamente la tercera a nivel nacional.

## Contexto
La elección se llevó a cabo bajo el escrutinio mayoritario uninominal, y fue la 40.ª elección en la historia de la provincia. 
La sección 23 de la constitución provincial fija las elecciones el segundo martes en mayo del cuarto año después de la última elección. Esa misma sección, sin embargo, deja abierta la fecha a la prerrogativa del Vicegobernador de disolver la Asamblea Legislativa en base al consejo del primer ministro, o después de una moción de censura.
El oficialista Partido Liberal, en el gobierno desde 2001, había cambiado de timonel en el 2011, con el ex primer ministro Gordon Campbell siendo reemplazado por Christy Clark, que se convirtió en la segunda mujer en ejercer como primera ministra de la provincia. Los liberales buscaron un cuarto mandato en el gobierno, pero la poca popularidad de Clark, y después de estar casi 12 años en el gobierno, las encuestas ampliamente predijeron una victoria neodemócrata, ahora liderado por Adrian Dix.

## Resultados
|  | 44.14 % |

|  | 39.71 % |

|  | 8.13 % |

|  | 4.76 % |

|  | 2.36 % |

|  | 0.90 % |

|  | 99.35 % |

|  | 0.65 % |

|  | 100.00 % |

|  | 55.32 % |